# طاقة أولية
الطاقة الأولية (بالإنجليزية: primary Energy)‏ يقصد بها عادة الثروة القومية من نفط أو غاز طبيعي أو فحم أو يورانيوم.
كما يمكن أن تعبر عن استهلاك الطاقة على المستوى القومي، وهذه تصاغ في كميات الطاقة المستهلكة سواء من الفحم والبترول والطاقة الشمسية والمكتسبة من السدود المائية. وعادة لا تدخل فيها الطاقة لكهربائية، إلا إذا أنتجت الطاقة الكربائية من السدود المائية أو طاقة الريح. فإذا كان استهلاك الدولة من الطاقة الأولية أكبر من إنتاجها منها لجأت إلى استيراد الطاقة الأولية من الخارج إما كبترول أو فحم أو غاز أو غيرها.

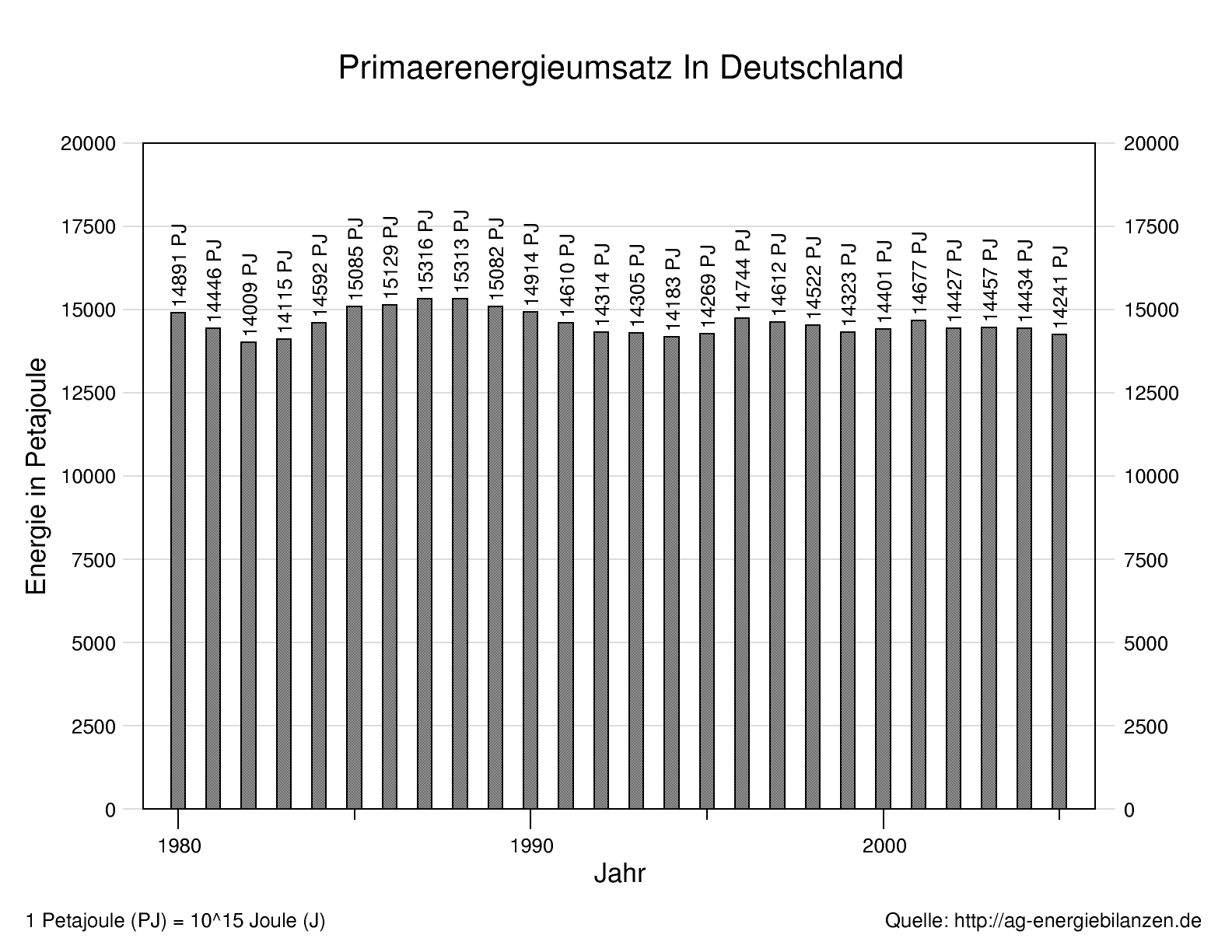
استهلاك الطاقة الأولية في ألمانيا خلال السنوات 1980–2005

يبين الشكل البياني استهلاك الطاقة الأولية في ألمانيا في الأعوام بين 1980 - 2005. وقد استخدمت وحدة بيتا جول على المحور الرأسي، حيث 1 بيتا = 1015.
وتلعب هذه الأمور دورا محوريا عند مناقشة الدول لمشكلة الانحباس الحراري على الأرض، وإلزام الدول التي تستهلك كثيرا من الطاقة الأولية بالعمل على خفض استهلاكها في القريب حتى لا تتفاقم مشكلات البيئة المتعلقة بالإنتاج الغزير ل ثاني أكسيد الكربون.
وعندما نتكلم عن الاقتصاد في توفير الطاقة، فعلينا أن نتذكر أن الطاقة الكهربائية طاقة ثمينة وغالية ولا يصح الإهمال في استهلاكها، وينبع ذلك من حقيقة أن إنتاج 1 كيلووات كهرباء يستهلك أكثر من 2 كيلووات حراري من الفحم أو النفط. وفي البيوت نعود بكل بساطة ونظافة ونحول الظاقة الكهربائية الثمينة ثانيا إلى طاقة حرارية نستغلها في الطبخ وتسخين المياه.

## علاقة الطاقة الأولية بالطاقة الكهربائية
إذا أردنا إنتاج الكهرباء عن طريق حرق الفحم أو البترول، فإننا نحرق 3 كيلو وات حراري من الفحم أو البترول لكي نحصل على 1 أو 5و1 كيلوات كهرباء. ذلك ان تحويل الطاقة الحرارية إلى طاقة كهربائية لا يمكن أن يتم بالكامل. وقد صاغ القانون الثالث للترموديناميك ذلك نظرا لأن الطبيعة لا تسمح بذلك. وبيّنت قوانين الحرارة ترموديناميك عن طريق
دورة كارنو أن كفاءة تحويل الحرارة إلى حركة أو طاقة كهربائية لها حدودا لا تتعداها، وهي محكومة بالفرق بين درجة حرارة الوسط الساخن (مثل البخار أو الغاز المشتعل في محرك الاحتراق الداخلي) ودرجة حرارة الغرفة.

## اقرأ أيضا
- نفقات الطاقة التراكمية
- طاقة كهربائية
- طاقة شمسية
- طاقة المد والجزر